# Édouard Dujardin
Pour les articles homonymes, voir Dujardin.

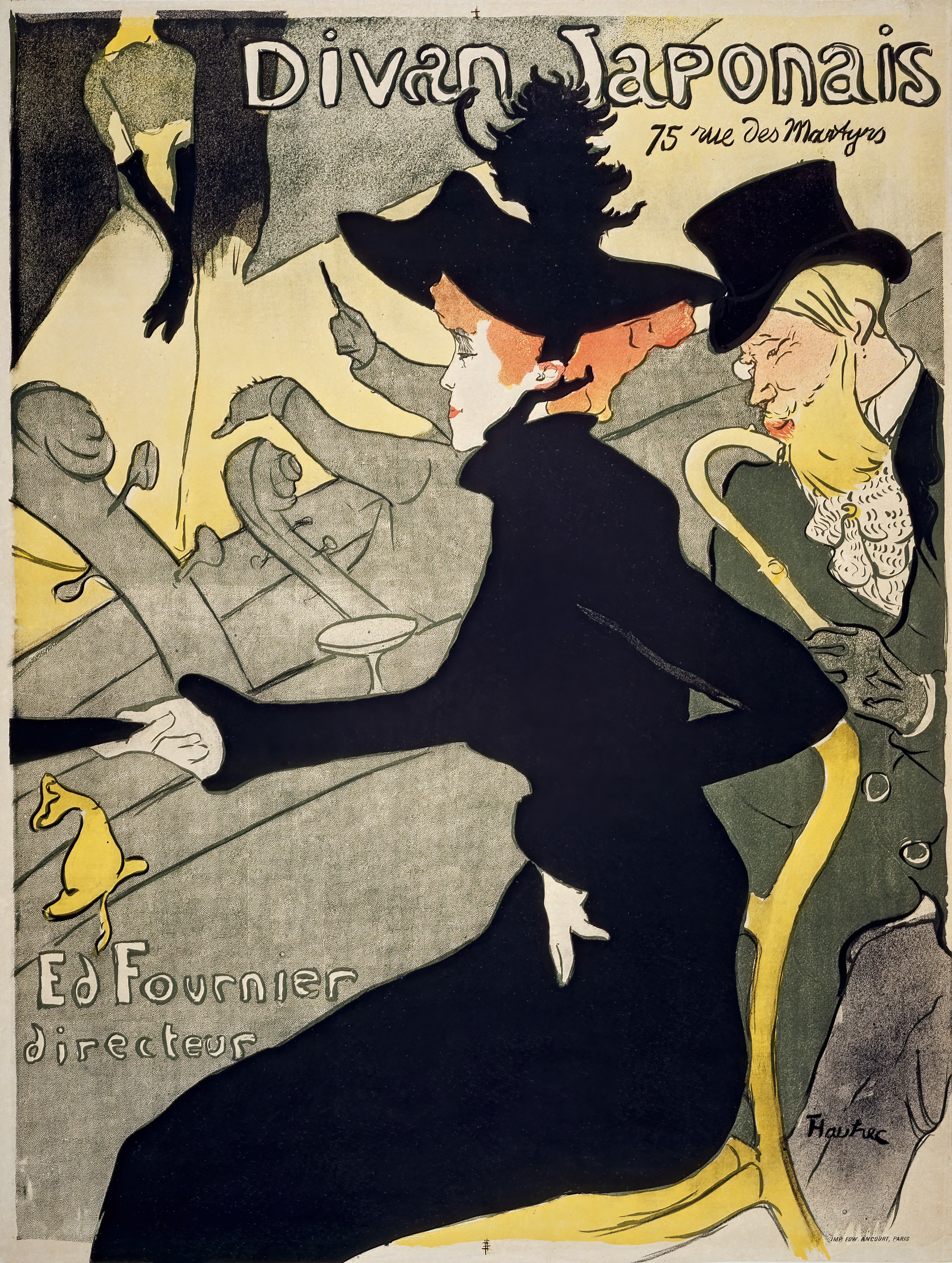
Célèbre affiche de Henri de Toulouse-Lautrec, représentant Édouard Dujardin en compagnie de la danseuse Jane Avril au Divan japonais (1892).

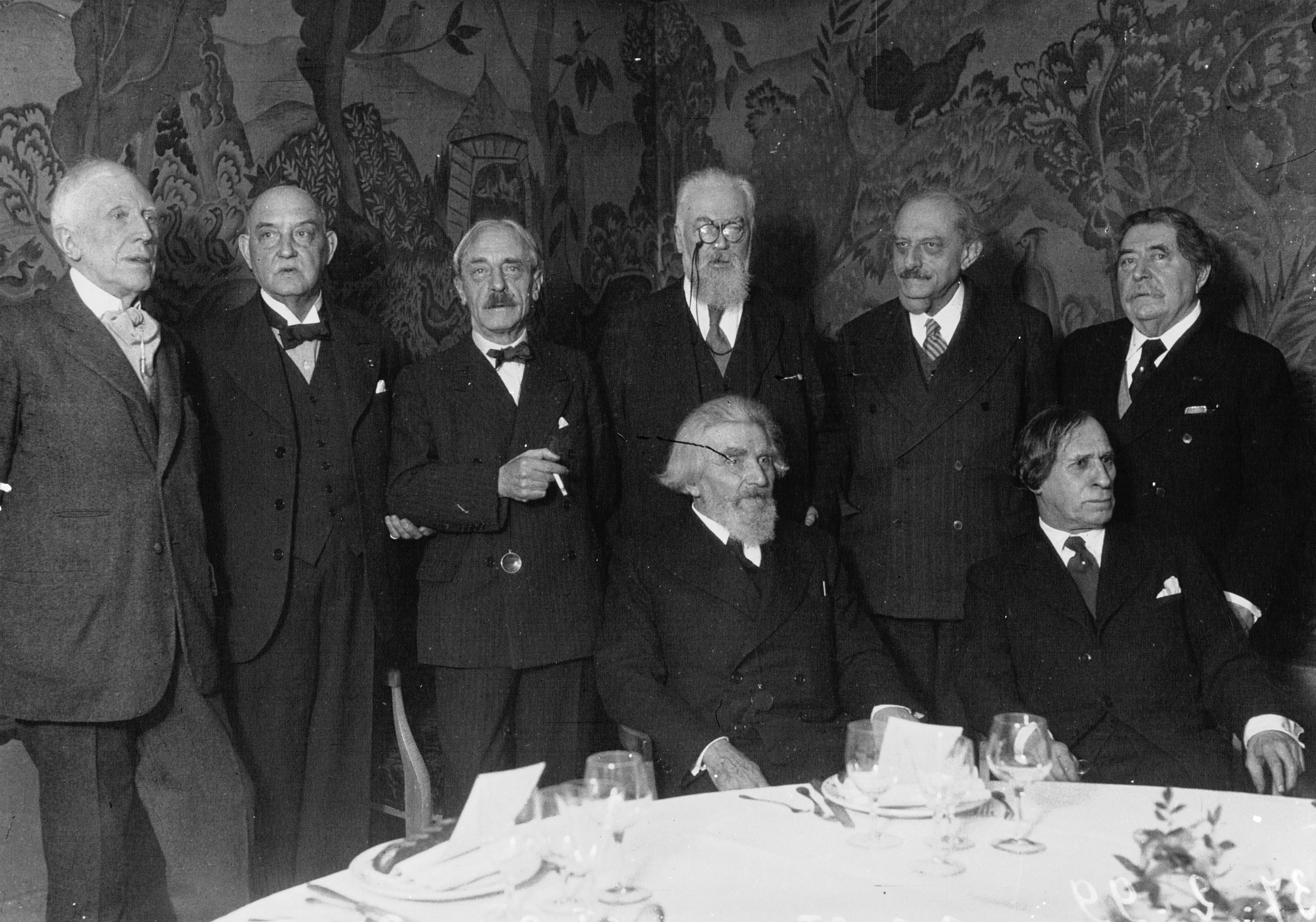
Posant avec d'autres fondateurs de l’Académie Mallarmé, à l’époque de la fondation de celle-ci en 1937. De gauche à droite, debout : Édouard Dujardin, Francis Vielé-Griffin, Paul Valéry, André-Ferdinand Hérold, André Fontainas, Jean Ajalbert. Assis : Saint-Pol-Roux, Paul Fort.

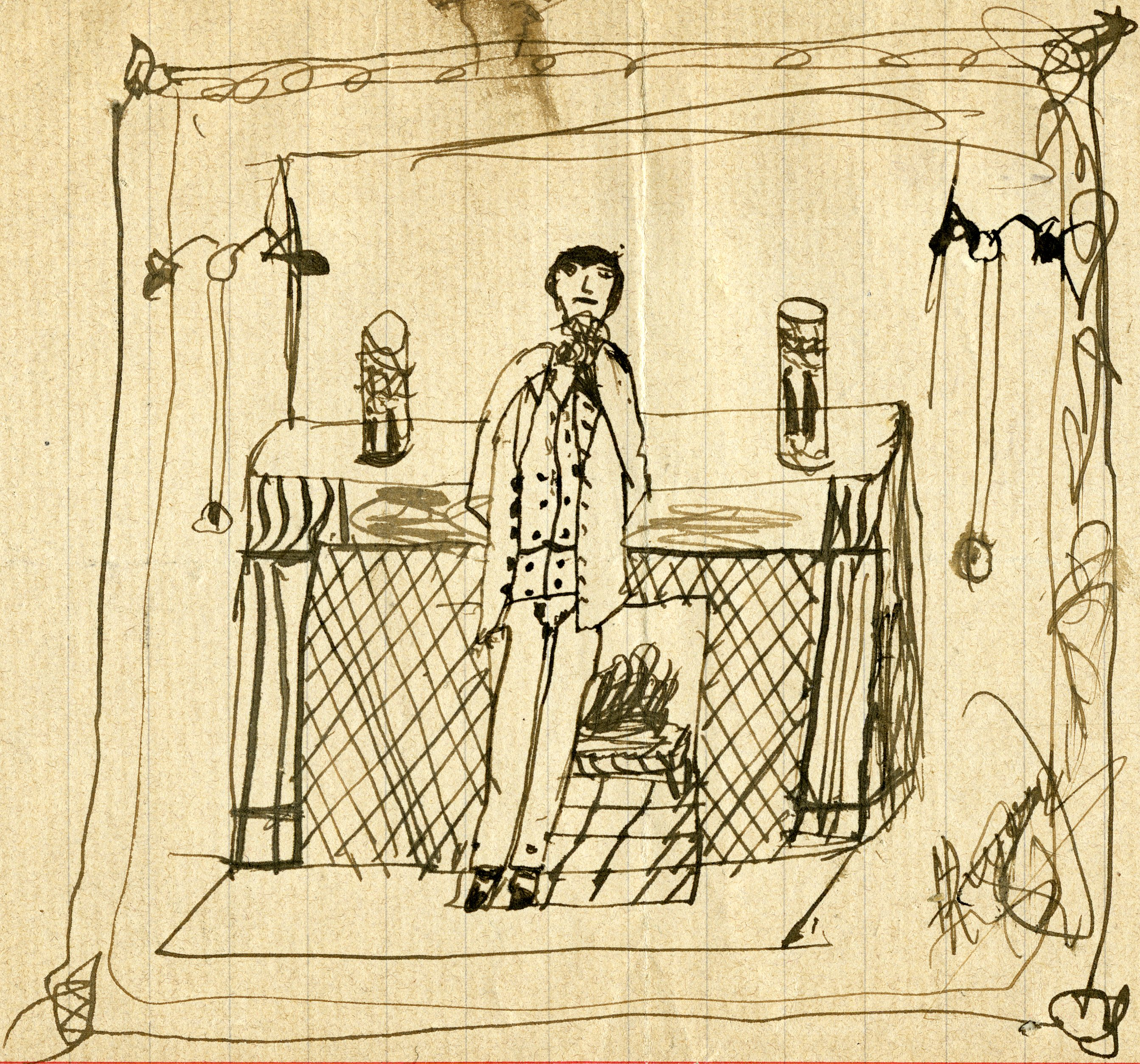
Édouard Dujardin dessiné par son fils, au Val Changis le 8 mars 1905

Édouard Émile Louis Dujardin, né à Saint-Gervais-la-Forêt (Loir-et-Cher) le 10 novembre 1861 et mort à Paris 16e le 31 octobre 1949, est un romancier, poète et auteur dramatique français. Sa nouvelle Les lauriers sont coupés fit de lui l'un des précurseurs de la technique du courant de conscience.

## Biographie
Fils unique du capitaine de marine marchande François Alphonse Dujardin, il fait ses études au lycée Corneille à Rouen, puis au lycée Louis-le-Grand à Paris.
À la mort de ses parents, il hérite de leur fortune qu'il va dépenser en partie pour financer la mise en scène de ses pièces de théâtre, Le Chevalier du passé en 1882 et Antonia en 1891.
Dujardin a des goûts de luxe en matière vestimentaire et compte au nombre des dandys et des noctambules parisiens de l'époque. Ses nombreuses liaisons sont notoires, notamment avec des actrices, des mannequins et autres femmes séduisantes. Il a plusieurs amies qui font carrière dans les arts et il les aide parfois financièrement. Ayant dilapidé sa fortune dans ce train de vie frivole, il doit se lancer dans des entreprises lucratives tels que le jeu et l'immobilier. Il met aussi ses talents littéraires au service des journaux en rédigeant des annonces publicitaires. C'est dans un de ces journaux que la police trouve un article compilé par Dujardin pour lequel il est condamné à une peine de prison[pourquoi ?] qui sera commuée plus tard[réf. nécessaire].
En 1885, Dujardin et Téodor de Wyzewa fondent la Revue wagnérienne, après La Revue indépendante de Félix Fénéon créée l'année précédente. L'une des innovations du journal consiste à organiser des expositions dans ses locaux. En 1886, il devient le directeur de publication de la Revue indépendante où il publie sa première nouvelle, Les lauriers sont coupés l'année suivante.
De 1917 à 1928, il anime la revue des Cahiers idéalistes français.
Dujardin se marie deux fois. En 1893, il épouse Germaine dont il se sépare en 1901. Il en divorce en 1924 pour épouser en secondes noces Marie Chenou (1893-1990), de trente ans sa cadette. Ils ont deux enfants.
Il meurt à l'âge de 87 ans.

## Postérité
Les lauriers sont coupés eut très peu de succès par rapport à la postérité considérable qu’elle assura à Édouard Dujardin, aujourd'hui connu des universitaires du monde entier comme l’inventeur du monologue intérieur. La technique apparaîtra en allemand chez Arthur Schnitzler treize ans plus tard (Le Sous lieutenant Gustel, 1900) et trouvera son expression considérée comme la plus aboutie dans Ulysse, de James Joyce, en 1922, qui avait lu Les lauriers sont coupés.
Mais la reconnaissance pour cette œuvre de jeunesse ne vient que tardivement, avec une réédition préfacée par Valery Larbaud en 1925. C’est dans cette préface qu’apparaît le terme. Dujardin se lance alors dans une étude appelée Le Monologue intérieur, son apparition, ses origines, sa place dans l'œuvre de James Joyce et dans le roman contemporain, qui paraît alors qu’il a 70 ans et que le paysage littéraire a changé du tout au tout, comparé à celui de l’époque du symbolisme. Le style même des Lauriers paraît alors précieux et désuet, à l’image d’un incipit qui parle des « espaces infiniment en l’oubli d’heures étendus ».
Comme le prouvent des auteurs de cet entre-deux-guerres, les phrases soignées du narrateur sont éloignées de ce que peut être un monologue cérébral authentique, heurté, imprévisible, parfois incompréhensible, et familier, voire vulgaire. Néanmoins, Dujardin gardera l’aura d’un précurseur ayant formalisé une intuition importante pour le développement de la littérature.
Il vécut en fin de vie au 21 rue Singer (16e arrondissement de Paris). Une plaque lui rend hommage.

## Œuvres
Ses œuvres sont variées et incluent un grand nombre des pièces de théâtre, des poèmes et des romans. Dujardin a aussi laissé des essais de critique littéraire et sociale et des souvenirs. James Joyce reconnaissait l'influence des œuvres de Dujardin sur ses propres recherches littéraires, notamment le monologue intérieur. Le Harry Ransom Humanities Research Center parle de Dujardin comme d'« une voix importante pour les symbolistes ».
Ses écrits sur la religion soutiennent l'inexistence de Jésus,.
Récits
- Les Hantises (1886)
- Les lauriers sont coupés (1888)Texte en ligne
- L'Initiation au péché et à l'amour (1898)

Poésie
- Litanies (1888)
- Pour la vierge du roc ardent (1888)
- Deux suites anciennes (1891)
- La Comédie des amours (1891)
- Réponse de la bergère au berger (1892)
- Le Délassement du guerrier (1904)
- Poésies anciennes (1913)
- Mari Magno, 1917-1920 (1920)
- Trois poèmes en prose mêlés de vers [1886, 1888, 1892] (1936)

Théâtre
- La Légende d'Antonia [8]:
  - Antonia (1891),
  - Le Chevalier du passé (1892)
  - La Fin d'Antonia (1893)
- Les Argonautes :
  - Marthe et Marie (1913),
  - Les Époux d'Heur-le-Port (1919)
  - Le Retour des enfants prodigues (1924)
- Le Mystère du Dieu mort et ressuscité (1923)
- Le Retour éternel (1932)

Essais
- La Source du fleuve chrétien : histoire du judaïsme ancien (1906)
- Les Prédécesseurs de Daniel (1907)
- De Stéphane Mallarmé au prophète Ezéchiel (1919)
- Les Premiers Poètes du vers libre (1922)
- Le Dieu Jésus (1927)
- Grandeur et décadence de la critique, sa rénovation (1931)
- Le Monologue intérieur, son apparition, ses origines, sa place dans l'œuvre de James Joyce et dans le roman contemporain (1931)
- Mallarmé par un des siens (1936)
- La Première Génération chrétienne, son destin révolutionnaire (1936)
- De l'ancêtre mythique au chef moderne (1943)
- Rencontres avec Houston Stewart Chamberlain (1943)
- Histoire ancienne du Dieu Jésus, l'Apôtre en face des apôtres (1945)

Articles
- Notice de Paul Léautaud dans les Poètes d'aujourd'hui ;
- Compte rendu de Rachilde dans le Mercure de France ;

- Dix articles in Revue wagnérienne (entre 1885 et 1887).